# Marcin Ciężarek
Marcin Ciężarek (ur. 26 lipca 1914 w Gdowie, zm. 14 grudnia 2010) – polski polityk, poseł na Sejm PRL IV kadencji.

## Życiorys
Syn Franciszka i Anny. Uzyskał wykształcenie podstawowe, pracował jako kierownik ośrodka maszynowego w Gdowie od 1953 do 1956.
W 1950 został sołtysem Gdowa, funkcję tę pełnił do 1952. Był przewodniczącym gromadzkiej rady narodowej w Gdowie w latach 1956–1973, a także członkiem prezydium powiatowej rady narodowej w Myślenicach. Należał do Zjednoczonego Stronnictwa Ludowego, w 1956 został prezesem Powiatowego Komitetu ZSL w Myślenicach, był również zastępcą członka Naczelnego Komitetu ZSL. W 1965 uzyskał mandat posła na Sejm PRL z okręgu Wadowice, W trakcie kadencji zasiadał w Komisji Zdrowia i Kultury Fizycznej.
Został pochowany na cmentarzu parafialnym w Gdowie.

## Odznaczenia
- Złoty Krzyż Zasługi
- Medal 10-lecia Polski Ludowej
- Odznaka 1000-lecia Państwa Polskiego (1966)[2]
- Odznaka Grunwaldzka